# Christopher Mazdzer
Christopher „Chris“ Mazdzer (* 26. Juni 1988 in Pittsfield, Massachusetts) ist ein ehemaliger US-amerikanischer Rennrodler. Sein größter Erfolg war der Gewinn der Silbermedaille im Einzelwettbewerb bei den Olympischen Winterspielen 2018 in Pyeongchang.

## Werdegang und Karriere
Christopher Mazdzer lebt in Saranac Lake und möchte nach seiner aktiven Karriere Rodeltrainer werden. Er tritt sowohl im Einsitzer wie auch im Doppelsitzer an.

### Einsitzer
Erste Erfolge konnte er als Jugendlicher vorweisen. 2003 belegte er den zweiten, 2004 den dritten Rang im Jugend-Weltcup, 2005 gewann er die Rennserie. Bei Weltmeisterschaften gewann er 2006 und 2007 Silber, 2008 Gold im Teamwettbewerb. Zudem verpasste er als Viertplatzierter im Einsitzer eine Medaille. In der Saison 2007/08 gewann er drei Rennen im Junioren-Weltcup, musste sich in der Gesamtwertung aber dem Deutschen Sascha Benecken geschlagen geben. Hinzu kam der Gewinn des Junioren-US-Titels 2006, 2007 und 2008. 
Im Seniorenbereich fuhr Mazdzer seit der Saison 2005/06. Sein erstes Rennen bestritt er in Sigulda und wurde 36. Schon im zweiten Rennen fuhr er in Cesana Pariol auf Rang 17. Es blieb das beste seiner fünf Saisonergebnisse, in der Gesamtwertung kam er auf Platz 40. In der Folgesaison startete Mazdzer viermal, bestes Ergebnis war ein 22. Platz in Sigulda. In der Gesamtwertung wurde er 36. Die Saison 2007/08 brachte nur zwei Teileinsätze, darunter einen 17. Platz in Sigulda. In der Gesamtwertung wurde er erneut 40. 
2007 trat er in Igls erstmals bei einer WM an und belegte dort den 28. Platz. Sein bis dahin international bestes Resultat erreichte der US-Amerikaner als 14. bei den Rennrodel-Weltmeisterschaften 2009 auf seiner Heimbahn in Lake Placid.
Seinen ersten Podiumsplatz errang Mazdzer in der Saison 2011/12 mit dem zweiten Platz mit der US-amerikanischen Teamstaffel beim Weltcup in Winterberg. Im Gesamtweltcup erreichte er Platz 24. Seine Platzierungen verbesserten sich stetig, in der Saison 2012/13 belegte er Platz 13.  
Den ersten Podiumsplatz in der Einzelkonkurrenz feierte er in der Saison 2013/14 mit dem zweiten Platz in Whistler. Es war seine bisher erfolgreichste Saison mit Platz fünf in der Weltcupgesamtwertung.
Seinen ersten Weltcupsieg errang er in der Saison 2014/15 beim Sprint-Weltcup auf der Bahn in Calgary. In der darauffolgenden Saison gelang ihm auf seiner Heimbahn in Lake Placid ein Doppelerfolg, als er erst die Einzelkonkurrenz gewann und anschließend mit der US-amerikanischen Teamstaffel siegte. Bereits am darauffolgenden Wochenende gelang ihm der nächste Sieg in Park City. Mit Platz drei in der Weltcupgesamtwertung war dies seine erfolgreichste Saison in der Einzelkonkurrenz. Bei den Weltmeisterschaften 2016 verpasste er mit Platz vier nur knapp eine Medaille. Die nächsten Saisons verliefen durchwachsen. Mit Platz 11 und 18 konnte er an vergangene Erfolge nicht mehr anknüpfen.
Seinen größten Erfolg feierte Mazdzer bei den Olympischen Spielen 2018 mit dem Gewinn der Silbermedaille. Er war damit der erste Nicht-Europäer, der in der Einsitzer-Konkurrenz eine Medaille bei Olympischen Spielen gewinnen konnte.
In den darauffolgenden Saisons konnte er im Weltcup keine Top-Platzierungen mehr erreichen. Seine Platzierungen rangierten zwischen Platz 16 und 27.
Im Dezember 2023 beendete er nach dem Weltcup auf seiner Heimbahn in Lake Placid seine Karriere.

### Doppelsitzer
Im Doppelsitzer rodelte Mazdzer zunächst im Jugendbereich mit Mike McTigue, 2005/06 mit Garon Thorne. Bei der Junioren-WM wurden beide 2006 in Altenberg Dritte. Seit der Saison 2006/07 bildete Mazdzer als Vordermann gemeinsam mit Jayson Terdiman einen Doppelsitzer. 2007 gewannen sie bei der Junioren-WM die Bronzemedaille, 2008 hinter Toni Eggert und Marcel Oster Silber. 2007 waren sie als Doppel am Gewinn der silbernen, 2008 der goldenen Mannschaftsmedaille beteiligt. In der Saison 2007/08 wurden sie im Junioren-Weltcup sechsmal Zweite und in der Gesamtwertung ebenfalls Zweite. 2007 und 2008 gewannen sie die Titel der US-Junioren, 2008 wurden sie zudem bei den US-Meisterschaften Dritte. 
In der Saison 2008/09 debütierte das Doppel zu Saisonbeginn in Igls im Rennrodel-Weltcup und belegte Platz 17. Es folgte ein 16. Rang in Sigulda und ein 14. Platz in Winterberg. Dies bedeutete einen 25. Platz in der Gesamtwertung der Doppelsitzer. Anschließend konzentrierte sich Mazdzer auf die Einsitzer-Konkurrenz.
Nach dem Rücktritt von Matt Mortensen 2018 bildete Mazdzer erneut mit seinem Jugendpartner Terdiman ein Doppel. Es wurden in der Saison 2018/19 auf Anhieb gute Ergebnisse erreicht, unter anderem mehrere Podestplätze, die zu Platz 8 in der Gesamtwertung der Doppelsitzer führte. In den folgenden Saisons konnte das Duo mehrere Podestplätze mit der US-amerikanischen Teamstaffel feiern, darunter auch die Bronzemedaille bei den Weltmeisterschaften 2020. In der Doppelsitzer-Konkurrenz mussten sich  die beiden jedoch vor allem mit zweistelligen Platzierungen begnügen. Nach dem Rücktritt seines Partners Terdiman 2022 fuhr Mazdzer nicht mehr in der Doppelkonkurrenz.
Er ist einer der wenigen Athleten, die mehrere Jahre sowohl in der Einzel-, als auch in der Doppelkonkurrenz antraten. In beiden Disziplinen konnte er Podiumsplatzierungen erreichen, was nur wenige Rennrodler vor ihm erreicht haben.

## Erfolge

### Weltcupsiege
Einsitzer
| Nr. | Datum         | Ort              | Bahn                                              |
| --- | ------------- | ---------------- | ------------------------------------------------- |
| 1.  | 16. Dez. 2014 | Calgary (Sprint) | Bob- und Rennschlittenbahn im Canada Olympic Park |
| 2.  | 4. Dez. 2015  | Lake Placid      | Olympia-Bobbahn Lake Placid                       |
| 3.  | 12. Dez. 2015 | Park City        | Bobbahn Park City                                 |

Teamstaffel
| Nr. | Datum        | Ort         | Bahn                |
| --- | ------------ | ----------- | ------------------- |
| 1.  | 5. Dez. 2015 | Lake Placid | Bobbahn Lake Placid |